# La Flagellation du Christ (Piero della Francesca)
Pour les articles homonymes, voir La Flagellation du Christ.
La Flagellation du Christ (en italien : Flagellazione di Cristo), aussi connu sous le nom de Flagellation d'Urbino, est une œuvre de Piero della Francesca, une tempera sur bois de peuplier de 58,4 × 81,5 centimètres, conservée à la Galleria Nazionale delle Marche d'Urbino. Sa date de création est incertaine mais le site du musée indique que l'œuvre a été réalisée entre 1459 et 1460.
Célèbre pour sa maîtrise absolue de la perspective, sa complexité géométrique et symbolique en fait l’une des œuvres les plus commentées de l’histoire de l’art. Elle a été créée sous le mouvement de la Première Renaissance. 

## Histoire
À l'origine, ce tableau est une commande faite par le cardinal Bessario. Celui-ci désirait envoyer l'œuvre au duc d'Urbino (Frédéric III de Montefeltro), dans le but de le convaincre de la nécessité d'une croisade contre les Turcs. Le tableau est mentionné pour la première fois en 1744 dans l’inventaire des biens de la vieille sacristie d’Urbino. Il est décrit comme « la Flagellation de Notre Seigneur contre une colonne, et, à part, les illustrissimes ducs Otto Antonio, Federico et Guidobaldo, peints par Pietro del Borgho. »
L'historien de l'art Johann David Passavant est le premier, en 1839, à signaler une inscription latine figurant sur le cadre du tableau : convenerunt in unum (en français : « ils se mirent d'accord et s'allièrent »). Il s’agit d’une citation tirée de la Bible, qui apparaît d'abord dans les Psaumes (Psaumes, II, 2), puis dans les Actes (Actes, IV, 26). Crowe et Cavalcaselle signalent, dès 1864, que l’inscription a disparu. Une restauration du tableau, menée à la fin du XIXe siècle afin de renforcer le dos du tableau, a causé trois grandes craquelures sur la peinture. En 1951-1952, le tableau est restauré par l’Istituto Centrale del Restauro de Rome : les trois craquelures sont repeintes. Une nouvelle restauration a eu lieu en 1968, toujours à l’Istituto Centrale del Restauro de Rome.
Les historiens s'accordent à penser aujourd'hui que ce tableau a été réalisé lors du premier séjour de Piero della Francesca à Urbino vers 1435. Il a peut-être été commandé à l'occasion des conciles tenant à réconcilier les églises catholiques et orthodoxes auxquels le duc d'Urbino a activement participé. Cette interprétation est confortée par le personnage central vêtu à la manière grecque et l'inscription sur le cadre « Convenerunt in unum » (ils convinrent en une seule fois).

## Thème
La scène de la Flagellation du Christ, exposée dans la moitié  gauche du tableau, est un des thèmes de l'iconographie de la peinture chrétienne : c'est l'un des épisodes du début de la Passion du Christ, après sa condamnation et avant sa crucifixion.
Le tableau a presque toujours été interprété comme une Flagellation du Christ. Seul John Pope-Hennessy en propose une lecture différente. Il y voit non une Flagellation du Christ, mais un Songe de saint Jérôme où celui-ci, comparaissant devant le tribunal de Dieu, est flagellé pour avoir lu des textes d’auteurs païens.

## Composition

Schéma 1 : construction du format harmonique.

### Format du tableau
Il respecte les proportions du rectangle harmonique par rabattement horizontal de la diagonale du  carré construit sur sa hauteur (soit 58 × racine de 2) (schéma 1).

### Une géométrie stricte

Schéma 2 : La ligne d'horizon et le point de fuite centré horizontalement.

Schéma 3 : Les fuyantes construites à partir du point de fuite monofocal centré.

Le point de vue  monofocal centré est une construction de la perception purement albertiene par la présence d'éléments architecturaux (colonne, chapiteaux), du dallage, d'un plafond à caissons. Le rythme de l'image est fondé sur l'opposition des plages de couleur rouge et bleue jouant par rapport au réseau régulier-irrégulier des bruns, ocres et blancs de l'architecture. La construction savante de l'espace coloré et linéaire est mis au service d'un contenu en partie caché. 
Plusieurs constatations démontrent l'aspect très géométrique de la construction :
- La position du point de fuite est centrale, construite par l'intersection de la diagonale descendante de gauche du carré, avec la médiane  verticale du format entier (schéma 2)[8].
- Les fuyantes architecturales convergent vers ce point (schéma 3).
- Les diagonales du carré se croisent sur la tête du Christ (schéma 1).
- Les deux scènes,  très distinctes dans leur propos, sont chacune inscrite dans les rectangles délimités par la médiane centrale portant  le point de fuite.
- La ligne des mentons des protagonistes du groupe de droite et  leur ligne de tête, peuvent être également construites par des intersections similaires.
- Il en est de même pour la ligne de plafond à gauche, la hauteur de la représentation du Christ.
- La proportion est parfaitement respectée et s'appuie sur la taille traditionnelle du Christ, c'est-à-dire 1,78 m.

### La Storia
La composition est rigoureusement organisée. Le  tableau est séparé en deux scènes par une colonne qui soutient l'espace où a lieu la flagellation : à gauche, au fond d’une loggia, une scène représentant la flagellation du Christ et à droite, au premier plan, un groupe de trois personnages. Les deux scènes sont éclairées chacune depuis une direction différente : depuis la gauche pour le groupe de droite, et depuis la droite pour le groupe du fond situé à gauche. Les ombres sont discrètes.
Daniel Arasse définit l'espace [irréel] de ces représentations comme « la somme des lieux [des scènes anachroniques] ».

### La signature

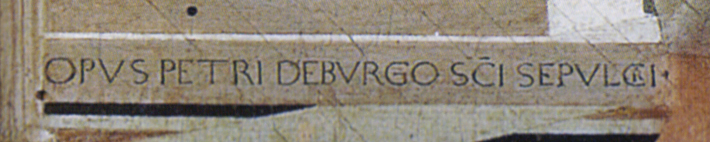
Texte du cartellino.

Sur le socle en pierre du siège de Ponce Pilate, un cartellino porte un texte en latin attestant l'attribution à Piero della Francesca :
OPVS PETRI DEBVRGO SCI SEPVLCRI (soit « Œuvre de Piero de Borgo San Sepolcro »).

## Analyse
Les peintres siennois  (Duccio, Pietro Lorenzetti) introduisent un nouveau type de représentation de la Flagellation du Christ. Ils situent la scène de la Flagellation sous une loggia couverte tandis qu’un groupe de personnages se tient en retrait, soit en plein air, soit dans une autre pièce,. La Flagellation du Christ de Piero della Francesca dépasse ce modèle. Le groupe de trois personnages n’est plus seulement en retrait, mais complètement à l’écart. La hiérarchie entre les deux scènes est inversée. Ce qui devrait être la scène principale, La Flagellation du Christ, est désormais à l’arrière-plan, et le groupe des trois personnages qui conversent, au premier plan. 
L’influence d’Alberti est manifeste dans la loggia peinte par Piero della Francesca. On l’a rapprochée, en particulier, de la loggia Rucellai qui se dresse devant le Palais Rucellai à Florence.   
La colonne à laquelle est attaché le Christ est couronnée d’une statue antique, symbolisant, selon l’interprétation de Marilyn Aronberg Lavin, le triomphe de la foi sur le paganisme.
Ce tableau pourrait être un appel à la réconciliation entre catholiques et orthodoxes et, implicitement, un appel à la croisade.

### La scène de la flagellation
Il est admis que le personnage assis de profil est Ponce Pilate. En se fondant sur les versets des Actes des Apotres, d'où est tirée l'inscription qui figurait autrefois sur le cadre du tableau, convenerunt in unum, Running et Creighton Gilbert ont proposé d'identifier le personnage de dos coiffé d'un turban comme étant Hérode. En effet le texte (Actes, IV, 26 et 27) associe clairement Hérode et Ponce Pilate : 

« Les rois de la terre se sont soulevés, et les gouvernants se liguèrent contre le Seigneur, et contre son oint. Car en vérité, contre le saint Enfant Jésus, que tu as oint, Hérode et Ponce Pilate, se sont ligués dans cette ville avec les nations et le peuple d‘Israël. »

Ponce Pilate arbore les symboles des empereurs byzantins (chapeau pointu et chaussures pourpres). Il regarde sans intervenir Jésus souffrir et par cette inaction cautionne le travail des bourreaux.
Le tableau peut se référer au refus grec du pacte d'unité avec Rome qui fut signé en 1439 à Florence. Ce fait donnait aux Turcs la possibilité d'envahir la ville de Constantinople. Dans cette scène, on aperçoit un homme vêtu à la turque. Il est ici le bourreau du christianisme tout entier.

### Les trois personnages de droite
La question de l’identification des trois personnages de droite est au cœur du problème de l‘interprétation du tableau. Selon l’inventaire de 1744, les trois personnages sont, de gauche à droite, Oddantonio da Montefeltro, son frère Federico da Montefeltro, et le fils de ce dernier, Guidobaldo da Montefeltro. Le personnage central ne saurait toutefois être Federico da Montefeltro : il n‘y a aucune ressemblance entre son visage et celui de Federico, tel que Piero della Francesca le montre dans le portrait de profil conservé à la Galerie des Offices.

Une autre interprétation fut donc proposée : il s’agissait bien du jeune comte Oddantonio da Montefeltro, mais entouré des deux conseillers assassinés avec lui le 22 juillet 1444, Manfredo del Pio et Tommaso dell’Agnella. Federico aurait commandé le tableau à Piero della Francesca pour commémorer la mort de son frère, une interprétation encore reprise par Roberto Longhi en 1930 : 

« Les mots tirés d’un psaume compris comme faisant allusion à la mort du Christ permettraient d’identifier le jeune homme blond en rouge comme Oddantonio da Montefeltro, encadré de ses deux méchants ministres Manfredo del Pio et Tommaso dell’Agnella, dont la politique provoqua le soulèvement populaire et la conjuration des Serafini, à l’issue de laquelle le jeune prince mourut (1444). »

D'autres interprétations ont depuis été proposées :
- Interprétation de Kenneth Clark

Kenneth Clark trouva une ressemblance entre les traits du visage du personnage de gauche et ceux de la dernière famille ayant régné sur l'empire byzantin, les Paleologue. Il lia donc le tableau au concile de Mantoue de 1459, où le pape Pie II avait prêché la croisade contre les Turcs et la reconquête de Constantinople.
- Interprétation de Marilyn Aronberg Lavin

Le personnage barbu serait Ottaviano Ubaldini, un conseiller du comte d’Urbino, à la fois théologien et astrologue, celui qui est à droite, vêtu d’un brocart, serait le marquis de Mantoue, Ludovico Gonzaga.
- Interprétation de Carlo Ginzburg

Ginzburg voit dans le tableau une commande du cardinal Basilius Bessarion, présent à Rome en 1459 pour préparer le concile de Mantoue. Le personnage du centre serait Buonconte da Montefeltro, le fils naturel de Federico da Montrefeltro et l’homme de droite l’humaniste Giovanni Bacci.
- Interprétation de Silvia Ronchey

L'opposition entre Rome et Constantinople.
- Interprétation de David A. King

La peinture est inspirée par un texte en latin daté 1462 engravé sur un astrolabe présenté à Rome par l'astronome allemand Regiomontanus à son mécène le cardinal Bessarion — les trois personnages sont Bessarion, Regiomontanus et Giovanni Bacci.
- Interprétation de Franck Mercier[20]

Le tableau serait une œuvre de dévotion personnelle de Piero della Francesca dans laquelle il se serait représenté dans le personnage le plus à droite au premier plan, les trois personnages symbolisant, de gauche à droite, le passé, le futur et le présent.
- Interprétation de Rosa Maria Dessì

Un corpus inédit d'images représentant la Triade et l'exégèse biblique de Convenerunt in unum permettent de percer quelques mystères qui entourent les trois personnages peints par Piero della Francesca à droite de la scène de la flagellation du Christ.

## Postérité
Le tableau fait partie du musée imaginaire de l'historien français Paul Veyne, qui le décrit dans son ouvrage justement intitulé Mon musée imaginaire.

### Sources
: document utilisé comme source pour la rédaction de cet article.

#### Filmographie
- Piero della Francesca - Le Rêve de la diagonale d'Alain Jaubert, vidéo, Arte, coll. « Palettes » (1993)